# Daniel David Moses
Daniel David Moses   (Ohsweken, 18 de febrer de 1952 - 13 de juliol de 2020) fou un poeta i dramaturg lenape en llengua anglesa. Fou criat a la Reserva Six Nations, és autor de teatre i viu a Toronto. Autor de les peces Almighty Voice and His Wife: A Play in Two Acts (1992), Coyote City: A Play in Two Acts (1988), The Dreaming Beauty (1990), Belle Fille de l'Aurore (1991), Delicate Bodies (1992), Kyotopolis (1993), City of Shadows (1995), Brebeuf's Ghost (1996) i Sixteen Jesuses (2000).